# Ingrid Paul
Dirkina Wilhelmina „Ingrid“ Paul (* 14. Dezember 1964 in Gouda) ist eine ehemalige niederländische Eisschnellläuferin.

## Werdegang
Paul kam bei niederländischen Meisterschaften zweimal auf den zweiten sowie einmal auf den dritten Platz und startete international erstmals in der Saison 1982/83. In der Saison 1986/87 nahm sie in Davos erstmals am Eisschnelllauf-Weltcup teil, wobei sie den 12. Platz über 1500 m errang. Im weiteren Saisonverlauf kam sie im Weltcup fünfmal unter den ersten Zehn und erreichte in Helsinki mit dem vierten Platz über 3000 m ihre beste Platzierung in dieser Rennserie. Sie wurde damit Zehnte im Weltcup über 3000/5000 m. In der Saison 1987/88 wiederholte sie im Weltcup dreimal den vierten Platz und erreichte mit sieben Top-Zehn-Platzierungen den achten Platz im Weltcup über 1500 m sowie den zweiten Platz im Weltcup über 3000/5000 m. Zudem belegte sie bei der Mehrkampfeuropameisterschaft 1988 in Kongsberg den 13. Platz im Kleinen Vierkampf und beim Saisonhöhepunkt, den Olympischen Winterspielen 1988 in Calgary, den 14. Platz über 5000 m. Im Lauf über 3000 m wurde sie dort disqualifiziert. In ihrer letzten Saison als aktive Sportlerin 1988/89 lief sie bei der 3-Bahnen-Tournee in Inzell auf den zweiten Platz über 3000 m und errang mit fünf Top-Zehn-Ergebnissen den sechsten Platz im Weltcup über 3000/5000 m. Nach ihrer Karriere als Sportlerin war sie als Trainerin tätig unter anderen von 1993 bis 1998 als Nationaltrainerin der kanadischen Eisschnelllaufmannschaft.

## Persönliche Bestleistungen
| Disziplin | Zeit         | Datum             | Ort     |
| --------- | ------------ | ----------------- | ------- |
| 500 m     | 43,00 s      | 23. Dezember 1987 | Inzell  |
| 1000 m    | 1:24,78 min  | 12. Februar 1989  | Calgary |
| 1500 m    | 2:08,44 min  | 4. Dezember 1987  | Calgary |
| 3000 m    | 4:27,25 min  | 12. Februar 1989  | Calgary |
| 5000 m    | 7:38,25 min  | 6. Dezember 1987  | Calgary |
| 10.000 m  | 17:34,90 min | 16. März 1984     | Haarlem |